# 高遠電気軌道
高遠電気軌道（たかとおでんききどう）は、長野県上伊那郡伊那町と上伊那郡高遠町を結ぶ鉄道建設を計画した鉄道会社である。

## 沿革
1909年（明治42年）には伊那谷に伊那電気鉄道（JR飯田線の前身）が開通し、上伊那郡伊那町の中心部を通ったが、上伊那郡高遠町は伊那電気鉄道のルートから外れた。高遠町の衰退を心配した地元の有力者などによって電気軌道敷設が発起され、1920年（大正9年）9月14日に上伊那郡伊那町-同郡高遠町間の軌道特許状が下付され、1921年（大正10年）1月に高遠電気軌道が設立された。
社長にはこの計画の推進役である高遠町の黒河内一太郎が就任した。当時黒河内は高遠電灯取締役であり県会議員であった。創立者には高遠電灯社長であり県会議員でもあった豊島恕平などもいる。長野県を動かして高遠町までの道路の改修をはじめたが、伊那電気鉄道伊那北駅から高遠町までは総距離10km足らずであり、採算性への疑問から、鉄道敷設計画は停滞した。盲腸線化を回避するため、杖突峠を通って諏訪地方へ鉄道をつなげる計画も立った。
1926年（大正15年）6月に黒河内が急逝したことで計画は頓挫し、1930年（昭和5年）7月17日に軌道特許失効となった。現在では、その用地は国道361号として使用されており、JRバス関東のバス路線である高遠線が走る高遠町民の大切な道路となっている。

## 主な設置予定駅
- 伊那北駅 - 二条橋駅 - 伊那中央駅 - 日影駅 - 美篶駅 - 芦沢駅 - 高遠駅